# Odontocycladidae
Odontocycladidae is een familie van weekdieren uit de klasse van de Gastropoda (slakken).

## Taxonomie
De volgende geslachten zijn ingedeeld bij de familie:
- Odontocyclas Schlüter, 1838
  - = Scopelophila Albers, 1850
- Walklea E. Gittenberger, 1978